# Robert Owen
Robert Owen, valižanski industrialec, socialni reformator, utemeljitelj britanskega socializma in filantrop, * 14. maj 1771, Newtown, Montgomeryshire, Wales, ZK, † 17. november 1858, Newtown, Montgomeryshire.
Marx je njegove ideje kasneje uvrstil pod koncept »utopičnega socializma«.

## Idejni temelji
Owen je verjel v mehanistično-deterministično načelo, da je človek produkt okolja in ne obratno, zato je vložil vse napore v izboljšanje kvalitete delavčevega bivanja, ki bilo zanj pod standardi človeka dostojnega življenja. Prav tako, kot industrijska proizvodnja proizvede dobrine, človek z delom upravlja in proizvaja človeka. Owen je bil pobudnik številnih predlogov za izboljšanje kvalitete življenja delavskega razreda. Med najpomembnejšimi predlogi so:
- skrajšanje delovnega dne za odrasle od takratnih 17 ur na 10 ur;
- prepoved dela za otroke pod 10-imi leti;
- organizacija otroških vrtcev in laičnih šol;
- delavska naselja v urejenem okolju;
- ustanavljanje proizvodnih zadrug in kooperativnih trgovin.

V svojih idejah ni ostajal zgolj pri izboljšanju pogojev dela in bivanjskih razmer. Zagovarjal je prehod v komunistično urejeno družbo, kjer bodo odpravljene lastnina, religija in zakonska zveza in bo izhajala pobuda za organizacijo in produkcijo proizvodnje od delavcev samih.

## Manchester in New Lanark
Owen si je že pri osemnajstih letih sposodil kapital stotih funtov in v Manchestru odprl bombažno tkalnico, ki je v nekaj letih že zaposlovala  petsto delavcev. S poroko si je pridobil posestva pri New Lanarku na Škotskem, kjer je s pomočjo svojega kapitala iz bombažnih tkalnic v Manchestru in poslovnih partnerjev – somišljenikov – naredil eksperimentalno delavsko kolonijo, v katerem je izboljšal pogoje dela in okolja, ki so povezani s kvaliteto delavčevega življenja. Izboljšani pogoji dela in bivanja v tovarnah v New Lanarku so vodili v višjo produktivnost dela.  Njegov imperativ je bil, da »podjetniki ne smejo ravnati z ljudmi slabše, kot ravnajo s svojimi stroji«.
Za industrijsko vas, kot je bil New Lanark na Škotskem in za velemesto, kot je Manchester, zibelka angleškega kapitalizma, ni bilo v prvi polovici 19. stoletja nič nenavadnega, da je bil delovnik daljši od 15 ur, pogosto tudi ob nedeljah, mezda, oziroma nagrada za delo, nezadostna za osnovne življenjske potreba, polovica delavcev stara manj kot 21 let, med odraslimi pa je bila skoraj polovica žensk, ki so bile za več kot pol slabše plačane za isto delo kot moški. Delavni čas in pa pogoje dela so določali lastniki tovarn. Delovna sila je bila večinoma neizobražena ter kot takšna predmet moralne spotike religioznih krogov. Nemorala, kraja, pijančevanje, nasilje ter slabi sanitarni in higienski pogoji bivanja so predstavljali vsakdanjik slabo plačanega delavskega sloja. Mnogo družin je živelo v slabih enosobnih stanovanjih, za katere so morali plačevati oderuške najemnine. Pogosto so bili delavci plačani na bone, ki so jih lahko unovčili zgolj v trgovinah, ki jih je imel v lasti podjetnik, pri katerem so bili zaposleni. Blago za vsakdanje potrebe so nabavljali z boni po oderuških cenah, pred katerimi jih ni varoval noben zakon. Kot da že pogoji dela in preživetja ne bi bili dovolj težki, so neurejene delovne razmere izkoriščali še razni posredniki in mešetarji.
V New Lanarku je Owen upravljal predilnico bombaža in vodil skupnost z okoli 2400 člani. 
Sprva je med njim in prebivalci Lanarka prevladalo nezaupanje, ki pa si ga je kmalu pridobil s svojim socialnim angažiranjem. Ustanovil je kooperativne zadružne  trgovine, v katerih so lahko delavci po nabavnih cenah lahko kupovali nujne potrebščine in sredstva za higieno, vsakemu gospodinjstvu je dodelil vrt, omejil delovnik na 10 ur, otrokom do 10-ega leta pa omogočil šolanje. Posebno pozornost je namenil ustanavljanju otroških vrtcev, saj je menil, da pri »produkciji« človeka zavzema odločilno in izhodiščno mesto vzgoja v otroških vrtcih. Engels poroča, da so v nekem obdobju, ko je bil trg prenasičen z izdelki in so vse bombažne predilnice za štiri mesece ustavile proizvodnjo, njegovi delavci v teh štirih mesecih še vedno prejemali polne mezde.
Delavska kolonija New Lanark je bila nereligiozna skupnost. Tudi sicer je bil Owen nezaupljiv do krščanske religije, ki se po njegovem ni v ničemer zavzela za izboljšanje položaja delavcev, kvečjemu mu je odvzela še nedeljo kot čas za sprostitev in oddih.
Owenu je uspelo dvigniti produktivnost delavske kolonije v New Lanarku. Blagostanje za delavca se je izkazalo kot korist za podjetje. Kljub podpori filozofov (mdr. Bentham), političnih humanistov in industrialcev, ki so v tem našli model uporaben v celotnem svetu proizvodnje, sam z uspehi svojega eksperimenta ni bil zadovoljen in je menil, da je delavska kolonija v New Lanarku zgolj prehodnega značaja. Kljub temu, da je svoje delavce obvaroval pred revščino, ga je motilo, da je imel v odnosu do delavcev zgolj funkcijo družinskega patriarha, kjer so delavci podrejeni njegovi milosti in nesvobodni. Da je projekt New Lanark zgolj prehodnega značaja na poti v komunistično urejeno družbo, je navajal naslednje moteče razloge:
1. zasebno lastnino,
2. religioznost in
3. zakonsko zvezo.

Želel si je, da bi izhajala pobuda za organizacijo dela in produktivnost od delavcev samih ter da bi kot podjetnik in lastnik imel čim manjši osebni vpliv na vzgojo, življenjsko raven, moralo okolja in bivanjske razmere delavstva. V letih 1812 in 1824 je zato bil nenehno družbeno dejaven. Udeleževal se je konferenc, pošiljal manifeste vsem vladam v Evropi, se vpletal v polemike s krščanskimi humanisti, radikalnimi ludisti in Cerkvijo. V tem obdobju je pridobival sredstva za nov eksperiment, ki je v letih 1824-1828 potekal v ZDA.

## Komunistični projekt New Harmony
Leta 1825 je ustanovil kolonijo New Harmony v Indiani, ZDA. Projekt je bil popoln fiasko, saj je Owen zaradi kritja stroškov delovanja te komune izgubil skoraj 80 % svojega kapitala in se je moral reševati z odprodajo zemljišč.  Zaradi komunističnih idej odprave zasebne lastnine, religije in zakonske zveze je v veliki meri zapravil naklonjenost medijev, razumnikov in politikov.
Delavska kolonija New Harmony je idejno temeljila na predpostavkah, da bi odprava religije, lastnine in zakonske zveze omogočili produkcijo in organizacijo, ki bi izhajala iz vzpodbud med samimi delavci, ne pa tradicionalnimi zunanjimi in hkrati prisilnimi dejavniki, ki so vodili v izkoriščanje močnejših nad šibkejšimi. Menil je, da bi v taki komunistični skupnosti denarna nagrada morala temeljiti na egalitarnem načelu »vsakomur po njegovih potrebah«, ne pa po sposobnostih. Ponovno so se izkazale nekatere slabosti iz prvega eksperimenta na Škotskem s sebičnostjo nekaterih posameznikov, dodaten razlog za neuspeh pa gre iskati v sestavi prostovoljcev, ki v večini primerov niso izhajali iz delavskega sloja in jim je bilo fizično delo v kmetijstvu in obrti popolnoma tuje. Kolektivizem, ki naj bi bil merilo družbenih odnosov v tej koloniji, je hitro zamenjal sebični individualizem in niti pogoste Owenove intervencije niso mogle te skupnosti obvarovati pred propadom.
Skorajšnji bankrot in razočaranje nad realizacijo je pomenilo tudi konec njegovega sodelovanja s projektom New Lanark (1828).

## Udeležba v delavskem socialnem gibanju v Angliji
Kljub omejeni finančni zmožnosti tudi po letu 1829 ni odnehal s svojimi dejavnostmi v dobrobit delavcev. Za središče svojega družbenega angažiranja je izbral London.

### Menjalna borza 1832-33
S prvimi leti v Londonu je povezan še en neuspešen projekt blagovne borze, na kateri bi delavci na prostem trgu zamenjavali izdelke v protivrednosti vloženega dela. Delavec je na borzi oddal svoj proizvod, strokovnjaki pa so ocenili delovni čas potreben za proizvodnjo izdelka in mu izdali ustrezno delovno potrdilo (bank note), ki ga je lahko zamenjal za druge, na isti način ovrednotene proizvode. Tako je delavcu pripadla vsa vrednost njegovega vloženega dela brez udeležbe trgovskih posrednikov in mešetarjev.
Zaradi enostranskega zvajanja vrednosti proizvedenih dobrin zgolj na delo, ki ga dokazujemo s potrdilom za opravljeno število ur, ne pa tudi z upoštevanjem potrebe in povpraševanja po teh izdelkih je ta ustanova propadla, ker se je prenasičila z ničvrednimi in nekonkurenčnimi izdelki, ki so jih nekateri iznajdljiveži zamenjali za uporabne izdelke.

### Obdobje uspehov v socialističnem gibanju
Za razliko od Fourierja in Saint-Simona je razvijal praktične in uresničljive zahteve v pridobivanju političnih in socialnih pravic delavskega sloja.
Pod vplivom širšega čartističnega delavskega gibanja je zahteval enakopravne politične pravice, odpravo premoženjskega cenzusa in enakovrednost volilnih okrožij, ker so bila po starem sistemu nova in številčna industrijska okrožja skromno zastopana.
Owen je spodbujal organiziranje delavcev v delavske zveze (trade-unione), spodbujal ustanavljanje zadrug brez mešetarskih posrednikov, začel kampanjo za omejitev delovnika in si prizadeval za vzgojo novih generacij delavcev v solidarnostnem duhu. S svojimi reformami industrijske organizacije dela, v kateri blagostanje za delavca pomeni tudi znatno korist za podjetje, je verjetno eden od razlogov, da angleški delavci nikoli niso Marxa in ostale borce za delavske pravice s Celine vzeli za svoje.
Proti koncu življenja je podobno kot številni utopični socialisti spremenil mnenje o religiji in religioznosti. Tradicionalne religije, najprej seveda krščanstvo, je še vedno obsojal, zatekel pa se je v spiritualistična gibanja, ki so postajala tisti čas moderna. Do smrti pa je vztrajal kot glasnik delavskega gibanja in socialni reformator. Umrl je 17. novembra 1858 rodnem kraju. Leto dni pred svojo smrtjo je izdal avtobiografijo s pogledom nazaj na svoje pretekle dosežke in zgrešene poti ter prihodnje izzive.

## Dela
Robert Owen je podal svoje predloge za reforme v več knjigah:
- »A new View of Society, or Essays on the principle of the formation of the human character…«, London 1812-3;
- »The book of the new moral world«, London 1920;
- »The Revolution in the Mind and Practice of the Human Race’’«, London 1849;
- »The Life of Robert Owen«, London, 1857-8.